# Cabo Sunosaki
El cabo Suno (洲崎 Suno-saki?) es un cabo en el Océano Pacífico, en la ciudad de  Tateyama, prefectura de Chiba, Japón. El cabo está ubicado en el punto suroeste de la península de Bōsō en la isla de Honshu, y marca el punto entre las partes interior y exterior de la península.

## Historia
El cabo fue conocido a lo largo de la historia japonesa debido a su posición estratégica. El Genpei Jōsuiki, la versión ampliada del Heike Monogatari escrito en el siglo XIII, menciona una invasión fallida del Cabo Suno, en lo que entonces era la provincia de Awa (Chiba). El Gunki monogatari ("cuento de guerra") de Minamoto no Yoshitsune, el Gikeiki, probablemente escrito en el período Nanboku-chō, menciona el desembarco de una fiesta en barco en el cabo Sunosaki.

## Geografía
El cabo Sunosaki es una terraza marina hecha de capas de lutolita que data del período Terciario. Este accidente, junto con el cabo Tsurugi  ( 剱 崎   Tsurugi-zaki?) en la parte sureste de la península de Miura en Miura, prefectura de Kanagawa, frente al canal Uraga que conecta la bahía de Tokio con el golfo de Sagami, y finalmente el océano Pacífico. El monte Mitarai, dentro del recinto del Santuario Sunosaki, tiene un bosque rico en árboles castanopsis, un género de plantas perennes pertenecientes a la familia de las hayas, así como en himeyuzuriha, una variedad de Daphniphyllum. La zona ha sido catalogada como monumento natural protegido de la prefectura de Chiba. Las aguas que se extienden desde el cabo Sunosaki hasta el cabo Futtsu cuentan con diversas especies relevantes. El puerto de Tateyama, que se extiende hacia el norte desde el cabo Sunosaki, es el hábitat de anguilas y Halophila ovalis.

## Faro de Sunosaki

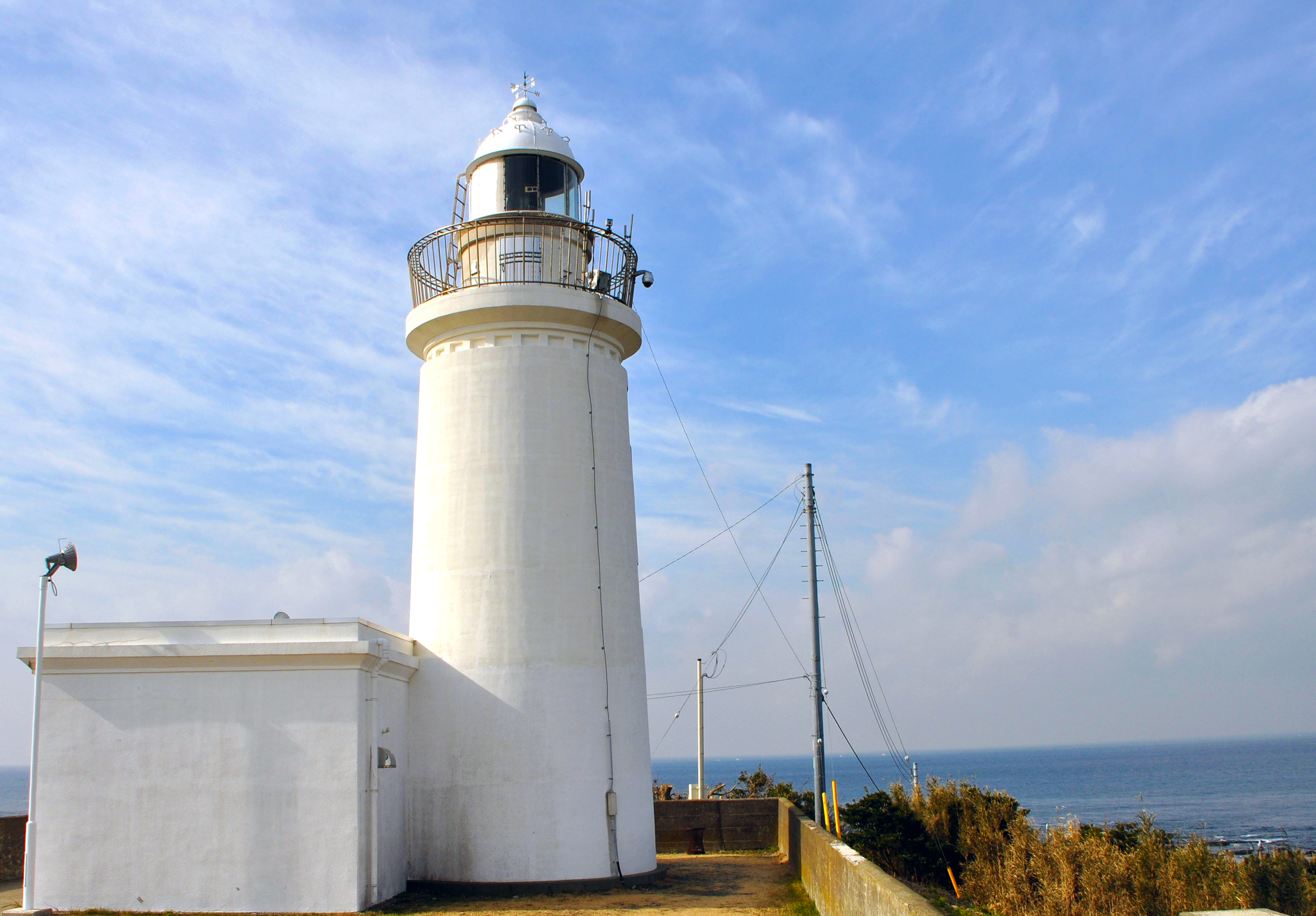
Faro de Sunosaki

En el cabo se encuentra el faro de Sunosaki, construido en 1919. Éste, junto con el faro del Cabo Tsurugi en la península de Miura, es el responsable de indicar la entrada al canal de Uraga.

## Santuario Sunosaki
En el lugar se encuentra el Santuario Sunosaki, que históricamente fue el santuario supremo (ichinomiya) de la provincia de Awa. Por tradición, fue construido a principios del período Nara. La danza del santuario, el Sunosaki-odori, que se realiza durante las celebraciones religiosas en el santuario en junio y agosto, y está designada a nivel nacional como una de las Propiedades Culturales Intangibles de Japón. Yōrō-ji, un templo budista cercano dentro del distrito Sunosaki de Tateyama, está vinculado con el Santuario Sunosaki.